# Tour de Belgique 2022
La 91e édition du Tour de Belgique, officiellement Baloise Belgium Tour 2022, a lieu du 15 au 19 juin 2022. La course fait partie du calendrier UCI ProSeries 2022 en catégorie 2.Pro.

## Parcours
La première étape se court principalement dans les Ardennes flamandes et se termine par un circuit local à accomplir quatre fois comprenant les montées de la Fortstraat, de l'Ellestraat et du Berg ten Houte. La deuxième étape est plate et se termine à Knokke-Heist, sur la côte belge. La troisième étape est disputée contre-la-montre dans la commune de Montaigu avec un départ à proximité de l'abbaye d'Averbode. La quatrième étape est l'étape reine de ce Tour. Elle se compose de quatre boucles à effectuer autour de la ville de Durbuy avec un total de 24 ascensions dont les côtes de Petite-Somme (5 km à 7 % avec des parties à 15 %), de Hermanne, de Houmart et le Mur de Durbuy où se situe la ligne d'arrivée. La dernière étape entre Gingelom et Beringen ne présente guère de relief.

## Équipes
Classé en catégorie 2.Pro de l'UCI ProSeries, le Tour de Belgique est par conséquent ouvert aux WorldTeams dans la limite de 70 % des équipes participantes, aux équipes continentales professionnelles, aux équipes continentales belges, aux équipes continentales étrangères dans la limite de deux, et à une équipe nationale belge.
Vingt-et-une équipes participent au Tour de Belgique 2022 : sept équipes World Teams, six équipes ProTeams et huit équipes continentales.
| WorldTeams (8)- Bora-Hansgrohe - Intermarché-Wanty-Gobert Matériaux - Lotto-Soudal - Quick-Step Alpha Vinyl - Israel-Premier Tech - Team DSM - Trek-Segafredo - Cofidis ProTeams (6)- B&B Hotels-KTM - Bingoal Pauwels Sauces WB - Sport Vlaanderen-Baloise - Arkéa-Samsic - Uno-X Pro Cycling Team - Alpecin-Fenix Équipes continentales (7)- Baloise Trek Lions - Minerva Cycling Team - Tarteletto-Isorex - BEAT Cycling - VolkerWessels Cycling Team - Geofco Doltcini Matériel-vélo.com - Bolton Equities Black Spoke Pro Cycling Équipe de cyclo-cross- Pauwels Sauzen-Bingoal |
| |

## Favoris
En l'absence du vainqueur des deux dernières éditions Remco Evenepoel, présent au Tour de Suisse, la lutte pour la victoire finale semble plus ouverte. Parmi les favoris, on peut citer l'ancien champion du monde danois Mads Pedersen (Trek-Segafredo) mais aussi le Suisse Mauro Schmid de l'équipe Quick-Step Alpha Vinyl, son coéquipier belge Yves Lampaert et son partenaire français Florian Sénéchal ainsi que les Belges du team Lotto Soudal Victor Campenaerts, Tim Wellens et Florian Vermeersch. Parmi les autres favoris ou outsiders, l’Italien Lorenzo Rota (Intermarché-Wanty-Gobert) et son coéquipier belge Quinten Hermans, le Néerlandais Oscar Riesebeek (Alpecin Fenix) ainsi que le Britannique Connor Swift (Arkéa-Samsic) sont également cités.

## Étapes
| Étape     | Date    | Villes étapes          | type                        | Distance (km) | Dénivelé (m) | Vainqueur d'étape | Leader du classement général |
| --------- | ------- | ---------------------- | --------------------------- | ------------- | ------------ | ----------------- | ---------------------------- |
| 1re étape | 15 juin | Merelbeke – Markedal   | étape de plaine             | 169,9         | 1 798 m      | Mads Pedersen     | Mads Pedersen                |
| 2e étape  | 16 juin | Beveren – Knocke-Heyst | étape de plaine             | 178,9         | 181 m        | Jasper Philipsen  | Mads Pedersen                |
| 3e étape  | 17 juin | Montaigu – Zichem      | contre-la-montre individuel | 11,8          | 49 m         | Yves Lampaert     | Mads Pedersen                |
| 4e étape  | 18 juin | Durbuy – Durbuy        | étape vallonnée             | 175,2         | 3 326 m      | Quinten Hermans   | Mauro Schmid                 |
| 5e étape  | 19 juin | Gingelom – Beringen    | étape de plaine             | 182,1         | 685 m        | Fabio Jakobsen    | Mauro Schmid                 |

## Déroulement de la course

### 1reétape
La première échappée formée après une quarantaine de km et composée de cinq hommes est reprise par les poursuivants à 64 kilomètres du terme. Ensuite, le Britannique Mark Donovan (DSM) s'isole en tête mais il est rattrapé par le peloton à 31 km de l'arrivée. Le parcours plus vallonné de la fin d'étape scinde le peloton en plusieurs groupes. Le groupe de tête constitué de dix-huit unités se présente pour la victoire à Markedal où Mads Pedersen (Trek-Segafredo) l'emporte.
| \| Classement de l'étape \| Classement de l'étape \| Classement de l'étape \| Classement de l'étape \| Classement de l'étape \| \| Coureur \| Coureur \| Pays \| Équipe \| Temps \| \| --------------------- \| --------------------- \| --------------------- \| ---------------------------------- \| --------------------- \| \| 1er \| Mads Pedersen \| Danemark \| Trek-Segafredo \| 3 h 49 min 35 s \| \| 2e \| Tim Wellens \| Belgique \| Lotto-Soudal \| + 0 s \| \| 3e \| Jasper Philipsen \| Belgique \| Alpecin-Fenix \| + 0 s \| \| 4e \| Quinten Hermans \| Belgique \| Intermarché-Wanty-Gobert Matériaux \| + 0 s \| \| 5e \| Robbe Ghys \| Belgique \| Sport Vlaanderen-Baloise \| + 0 s \| \| 6e \| Lorenzo Rota \| Italie \| Intermarché-Wanty-Gobert Matériaux \| + 0 s \| \| 7e \| Florian Sénéchal \| France \| Quick-Step Alpha Vinyl \| + 0 s \| \| 8e \| Axel Zingle \| France \| Cofidis \| + 0 s \| \| 9e \| Julian Mertens \| Belgique \| Sport Vlaanderen-Baloise \| + 0 s \| \| 10e \| Alberto Dainese \| Italie \| Team DSM \| + 0 s \| |                  |          |                                    |                 |
| |                  |          |                                    |                 |
| Source : ProCyclingStats |                  |          |                                    |                 |
| Classement de l'étape |                  |          |                                    |                 |
| Coureur | Coureur          | Pays     | Équipe                             | Temps           |
| 1er | Mads Pedersen    | Danemark | Trek-Segafredo                     | 3 h 49 min 35 s |
| 2e | Tim Wellens      | Belgique | Lotto-Soudal                       | + 0 s           |
| 3e | Jasper Philipsen | Belgique | Alpecin-Fenix                      | + 0 s           |
| 4e | Quinten Hermans  | Belgique | Intermarché-Wanty-Gobert Matériaux | + 0 s           |
| 5e | Robbe Ghys       | Belgique | Sport Vlaanderen-Baloise           | + 0 s           |
| 6e | Lorenzo Rota     | Italie   | Intermarché-Wanty-Gobert Matériaux | + 0 s           |
| 7e | Florian Sénéchal | France   | Quick-Step Alpha Vinyl             | + 0 s           |
| 8e | Axel Zingle      | France   | Cofidis                            | + 0 s           |
| 9e | Julian Mertens   | Belgique | Sport Vlaanderen-Baloise           | + 0 s           |
| 10e | Alberto Dainese  | Italie   | Team DSM                           | + 0 s           |

| \| Classement général \| Classement général \| Classement général \| Classement général \| Classement général \| \| Coureur \| Coureur \| Pays \| Équipe \| Temps \| \| ------------------ \| ------------------ \| ------------------ \| ---------------------------------- \| ------------------ \| \| 1er \| Mads Pedersen \| Danemark \| Trek-Segafredo \| 3 h 49 min 19 s \| \| 2e \| Tim Wellens \| Belgique \| Lotto-Soudal \| + 8 s \| \| 3e \| Mauro Schmid \| Suisse \| Quick-Step Alpha Vinyl \| + 10 s \| \| 4e \| Jasper Philipsen \| Belgique \| Alpecin-Fenix \| + 12 s \| \| 5e \| Yves Lampaert \| Belgique \| Quick-Step Alpha Vinyl \| + 13 s \| \| 6e \| Quinten Hermans \| Belgique \| Intermarché-Wanty-Gobert Matériaux \| + 16 s \| \| 7e \| Robbe Ghys \| Belgique \| Sport Vlaanderen-Baloise \| + 16 s \| \| 8e \| Lorenzo Rota \| Italie \| Intermarché-Wanty-Gobert Matériaux \| + 16 s \| \| 9e \| Florian Sénéchal \| France \| Quick-Step Alpha Vinyl \| + 16 s \| \| 10e \| Axel Zingle \| France \| Cofidis \| + 16 s \| |                  |          |                                    |                 |
| |                  |          |                                    |                 |
| Source : ProCyclingStats |                  |          |                                    |                 |
| Classement général |                  |          |                                    |                 |
| Coureur | Coureur          | Pays     | Équipe                             | Temps           |
| 1er | Mads Pedersen    | Danemark | Trek-Segafredo                     | 3 h 49 min 19 s |
| 2e | Tim Wellens      | Belgique | Lotto-Soudal                       | + 8 s           |
| 3e | Mauro Schmid     | Suisse   | Quick-Step Alpha Vinyl             | + 10 s          |
| 4e | Jasper Philipsen | Belgique | Alpecin-Fenix                      | + 12 s          |
| 5e | Yves Lampaert    | Belgique | Quick-Step Alpha Vinyl             | + 13 s          |
| 6e | Quinten Hermans  | Belgique | Intermarché-Wanty-Gobert Matériaux | + 16 s          |
| 7e | Robbe Ghys       | Belgique | Sport Vlaanderen-Baloise           | + 16 s          |
| 8e | Lorenzo Rota     | Italie   | Intermarché-Wanty-Gobert Matériaux | + 16 s          |
| 9e | Florian Sénéchal | France   | Quick-Step Alpha Vinyl             | + 16 s          |
| 10e | Axel Zingle      | France   | Cofidis                            | + 16 s          |

### 2eétape
| \| Classement de l'étape \| Classement de l'étape \| Classement de l'étape \| Classement de l'étape \| Classement de l'étape \| \| Coureur \| Coureur \| Pays \| Équipe \| Temps \| \| --------------------- \| --------------------- \| --------------------- \| ---------------------------------- \| --------------------- \| \| 1er \| Jasper Philipsen \| Belgique \| Alpecin-Fenix \| 3 h 48 min 42 s \| \| 2e \| Danny van Poppel \| Pays-Bas \| Bora-Hansgrohe \| + 0 s \| \| 3e \| Mads Pedersen \| Danemark \| Trek-Segafredo \| + 0 s \| \| 4e \| Arnaud De Lie \| Belgique \| Lotto-Soudal \| + 0 s \| \| 5e \| Sasha Weemaes \| Belgique \| Sport Vlaanderen-Baloise \| + 0 s \| \| 6e \| Alberto Dainese \| Italie \| Team DSM \| + 0 s \| \| 7e \| Fabio Jakobsen \| Pays-Bas \| Quick-Step Alpha Vinyl \| + 0 s \| \| 8e \| Hugo Hofstetter \| France \| Arkéa-Samsic \| + 0 s \| \| 9e \| Stanisław Aniołkowski \| Pologne \| Bingoal Pauwels Sauces WB \| + 0 s \| \| 10e \| Gerben Thijssen \| Belgique \| Intermarché-Wanty-Gobert Matériaux \| + 0 s \| |                       |          |                                    |                 |
| |                       |          |                                    |                 |
| Source : ProCyclingStats |                       |          |                                    |                 |
| Classement de l'étape |                       |          |                                    |                 |
| Coureur | Coureur               | Pays     | Équipe                             | Temps           |
| 1er | Jasper Philipsen      | Belgique | Alpecin-Fenix                      | 3 h 48 min 42 s |
| 2e | Danny van Poppel      | Pays-Bas | Bora-Hansgrohe                     | + 0 s           |
| 3e | Mads Pedersen         | Danemark | Trek-Segafredo                     | + 0 s           |
| 4e | Arnaud De Lie         | Belgique | Lotto-Soudal                       | + 0 s           |
| 5e | Sasha Weemaes         | Belgique | Sport Vlaanderen-Baloise           | + 0 s           |
| 6e | Alberto Dainese       | Italie   | Team DSM                           | + 0 s           |
| 7e | Fabio Jakobsen        | Pays-Bas | Quick-Step Alpha Vinyl             | + 0 s           |
| 8e | Hugo Hofstetter       | France   | Arkéa-Samsic                       | + 0 s           |
| 9e | Stanisław Aniołkowski | Pologne  | Bingoal Pauwels Sauces WB          | + 0 s           |
| 10e | Gerben Thijssen       | Belgique | Intermarché-Wanty-Gobert Matériaux | + 0 s           |

| \| Classement général \| Classement général \| Classement général \| Classement général \| Classement général \| \| Coureur \| Coureur \| Pays \| Équipe \| Temps \| \| ------------------ \| ------------------ \| ------------------ \| ---------------------------------- \| ------------------ \| \| 1er \| Mads Pedersen \| Danemark \| Trek-Segafredo \| 7 h 37 min 57 s \| \| 2e \| Jasper Philipsen \| Belgique \| Alpecin-Fenix \| + 6 s \| \| 3e \| Tim Wellens \| Belgique \| Lotto-Soudal \| + 12 s \| \| 4e \| Danny van Poppel \| Pays-Bas \| Bora-Hansgrohe \| + 14 s \| \| 5e \| Mauro Schmid \| Suisse \| Quick-Step Alpha Vinyl \| + 14 s \| \| 6e \| Quinten Hermans \| Belgique \| Intermarché-Wanty-Gobert Matériaux \| + 17 s \| \| 7e \| Yves Lampaert \| Belgique \| Quick-Step Alpha Vinyl \| + 17 s \| \| 8e \| Florian Sénéchal \| France \| Quick-Step Alpha Vinyl \| + 17 s \| \| 9e \| Loïc Vliegen \| Belgique \| Intermarché-Wanty-Gobert Matériaux \| + 18 s \| \| 10e \| Axel Zingle \| France \| Cofidis \| + 19 s \| |                  |          |                                    |                 |
| |                  |          |                                    |                 |
| Source : ProCyclingStats |                  |          |                                    |                 |
| Classement général |                  |          |                                    |                 |
| Coureur | Coureur          | Pays     | Équipe                             | Temps           |
| 1er | Mads Pedersen    | Danemark | Trek-Segafredo                     | 7 h 37 min 57 s |
| 2e | Jasper Philipsen | Belgique | Alpecin-Fenix                      | + 6 s           |
| 3e | Tim Wellens      | Belgique | Lotto-Soudal                       | + 12 s          |
| 4e | Danny van Poppel | Pays-Bas | Bora-Hansgrohe                     | + 14 s          |
| 5e | Mauro Schmid     | Suisse   | Quick-Step Alpha Vinyl             | + 14 s          |
| 6e | Quinten Hermans  | Belgique | Intermarché-Wanty-Gobert Matériaux | + 17 s          |
| 7e | Yves Lampaert    | Belgique | Quick-Step Alpha Vinyl             | + 17 s          |
| 8e | Florian Sénéchal | France   | Quick-Step Alpha Vinyl             | + 17 s          |
| 9e | Loïc Vliegen     | Belgique | Intermarché-Wanty-Gobert Matériaux | + 18 s          |
| 10e | Axel Zingle      | France   | Cofidis                            | + 19 s          |

### 3eétape
| \| Classement de l'étape \| Classement de l'étape \| Classement de l'étape \| Classement de l'étape \| Classement de l'étape \| \| Coureur \| Coureur \| Pays \| Équipe \| Temps \| \| --------------------- \| --------------------- \| --------------------- \| --------------------------------------- \| --------------------- \| \| 1er \| Yves Lampaert \| Belgique \| Quick-Step Alpha Vinyl \| 13 min 39 s \| \| 2e \| Mads Pedersen \| Danemark \| Trek-Segafredo \| + 7 s \| \| 3e \| Daan Hoole \| Pays-Bas \| Trek-Segafredo \| + 10 s \| \| 4e \| Oscar Riesebeek \| Pays-Bas \| Alpecin-Fenix \| + 12 s \| \| 5e \| Lasse Norman Leth \| Danemark \| Uno-X Pro Cycling Team \| + 14 s \| \| 6e \| Florian Vermeersch \| Belgique \| Lotto-Soudal \| + 14 s \| \| 7e \| Aaron Gate \| Nouvelle-Zélande \| Bolton Equities Black Spoke Pro Cycling \| + 16 s \| \| 8e \| Alex Kirsch \| Luxembourg \| Trek-Segafredo \| + 16 s \| \| 9e \| Jordi Meeus \| Belgique \| Bora-Hansgrohe \| + 17 s \| \| 10e \| Tim Wellens \| Belgique \| Lotto-Soudal \| + 19 s \| |                    |                  |                                         |             |
| |                    |                  |                                         |             |
| Source : ProCyclingStats |                    |                  |                                         |             |
| Classement de l'étape |                    |                  |                                         |             |
| Coureur | Coureur            | Pays             | Équipe                                  | Temps       |
| 1er | Yves Lampaert      | Belgique         | Quick-Step Alpha Vinyl                  | 13 min 39 s |
| 2e | Mads Pedersen      | Danemark         | Trek-Segafredo                          | + 7 s       |
| 3e | Daan Hoole         | Pays-Bas         | Trek-Segafredo                          | + 10 s      |
| 4e | Oscar Riesebeek    | Pays-Bas         | Alpecin-Fenix                           | + 12 s      |
| 5e | Lasse Norman Leth  | Danemark         | Uno-X Pro Cycling Team                  | + 14 s      |
| 6e | Florian Vermeersch | Belgique         | Lotto-Soudal                            | + 14 s      |
| 7e | Aaron Gate         | Nouvelle-Zélande | Bolton Equities Black Spoke Pro Cycling | + 16 s      |
| 8e | Alex Kirsch        | Luxembourg       | Trek-Segafredo                          | + 16 s      |
| 9e | Jordi Meeus        | Belgique         | Bora-Hansgrohe                          | + 17 s      |
| 10e | Tim Wellens        | Belgique         | Lotto-Soudal                            | + 19 s      |

| \| Classement général \| Classement général \| Classement général \| Classement général \| Classement général \| \| Coureur \| Coureur \| Pays \| Équipe \| Temps \| \| ------------------ \| ------------------ \| ------------------ \| ---------------------------------- \| ------------------ \| \| 1er \| Mads Pedersen \| Danemark \| Trek-Segafredo \| 7 h 51 min 43 s \| \| 2e \| Yves Lampaert \| Belgique \| Quick-Step Alpha Vinyl \| + 10 s \| \| 3e \| Tim Wellens \| Belgique \| Lotto-Soudal \| + 24 s \| \| 4e \| Oscar Riesebeek \| Pays-Bas \| Alpecin-Fenix \| + 25 s \| \| 5e \| Jasper Philipsen \| Belgique \| Alpecin-Fenix \| + 28 s \| \| 6e \| Mauro Schmid \| Suisse \| Quick-Step Alpha Vinyl \| + 28 s \| \| 7e \| Axel Zingle \| France \| Cofidis \| + 38 s \| \| 8e \| Florian Sénéchal \| France \| Quick-Step Alpha Vinyl \| + 43 s \| \| 9e \| Quinten Hermans \| Belgique \| Intermarché-Wanty-Gobert Matériaux \| + 46 s \| \| 10e \| Danny van Poppel \| Pays-Bas \| Bora-Hansgrohe \| + 48 s \| |                  |          |                                    |                 |
| |                  |          |                                    |                 |
| Source : ProCyclingStats |                  |          |                                    |                 |
| Classement général |                  |          |                                    |                 |
| Coureur | Coureur          | Pays     | Équipe                             | Temps           |
| 1er | Mads Pedersen    | Danemark | Trek-Segafredo                     | 7 h 51 min 43 s |
| 2e | Yves Lampaert    | Belgique | Quick-Step Alpha Vinyl             | + 10 s          |
| 3e | Tim Wellens      | Belgique | Lotto-Soudal                       | + 24 s          |
| 4e | Oscar Riesebeek  | Pays-Bas | Alpecin-Fenix                      | + 25 s          |
| 5e | Jasper Philipsen | Belgique | Alpecin-Fenix                      | + 28 s          |
| 6e | Mauro Schmid     | Suisse   | Quick-Step Alpha Vinyl             | + 28 s          |
| 7e | Axel Zingle      | France   | Cofidis                            | + 38 s          |
| 8e | Florian Sénéchal | France   | Quick-Step Alpha Vinyl             | + 43 s          |
| 9e | Quinten Hermans  | Belgique | Intermarché-Wanty-Gobert Matériaux | + 46 s          |
| 10e | Danny van Poppel | Pays-Bas | Bora-Hansgrohe                     | + 48 s          |

### 4eétape
Quinten Hermans s'impose au sommet du Mur de Durbuy.
| \| Classement de l'étape \| Classement de l'étape \| Classement de l'étape \| Classement de l'étape \| Classement de l'étape \| \| Coureur \| Coureur \| Pays \| Équipe \| Temps \| \| --------------------- \| --------------------- \| --------------------- \| ---------------------------------- \| --------------------- \| \| 1er \| Quinten Hermans \| Belgique \| Intermarché-Wanty-Gobert Matériaux \| 4 h 19 min 39 s \| \| 2e \| Mauro Schmid \| Suisse \| Quick-Step Alpha Vinyl \| + 0 s \| \| 3e \| Tim Wellens \| Belgique \| Lotto-Soudal \| + 4 s \| \| 4e \| Lorenzo Rota \| Italie \| Intermarché-Wanty-Gobert Matériaux \| + 6 s \| \| 5e \| Dries De Bondt \| Belgique \| Alpecin-Fenix \| + 29 s \| \| 6e \| Victor Campenaerts \| Belgique \| Lotto-Soudal \| + 29 s \| \| 7e \| Mark Donovan \| Royaume-Uni \| Team DSM \| + 2 min 20 s \| \| 8e \| Yves Lampaert \| Belgique \| Quick-Step Alpha Vinyl \| + 2 min 22 s \| \| 9e \| Mads Pedersen \| Danemark \| Trek-Segafredo \| + 2 min 27 s \| \| 10e \| Jasper Philipsen \| Belgique \| Alpecin-Fenix \| + 2 min 27 s \| |                    |             |                                    |                 |
| |                    |             |                                    |                 |
| Source : ProCyclingStats |                    |             |                                    |                 |
| Classement de l'étape |                    |             |                                    |                 |
| Coureur | Coureur            | Pays        | Équipe                             | Temps           |
| 1er | Quinten Hermans    | Belgique    | Intermarché-Wanty-Gobert Matériaux | 4 h 19 min 39 s |
| 2e | Mauro Schmid       | Suisse      | Quick-Step Alpha Vinyl             | + 0 s           |
| 3e | Tim Wellens        | Belgique    | Lotto-Soudal                       | + 4 s           |
| 4e | Lorenzo Rota       | Italie      | Intermarché-Wanty-Gobert Matériaux | + 6 s           |
| 5e | Dries De Bondt     | Belgique    | Alpecin-Fenix                      | + 29 s          |
| 6e | Victor Campenaerts | Belgique    | Lotto-Soudal                       | + 29 s          |
| 7e | Mark Donovan       | Royaume-Uni | Team DSM                           | + 2 min 20 s    |
| 8e | Yves Lampaert      | Belgique    | Quick-Step Alpha Vinyl             | + 2 min 22 s    |
| 9e | Mads Pedersen      | Danemark    | Trek-Segafredo                     | + 2 min 27 s    |
| 10e | Jasper Philipsen   | Belgique    | Alpecin-Fenix                      | + 2 min 27 s    |

| \| Classement général \| Classement général \| Classement général \| Classement général \| Classement général \| \| Coureur \| Coureur \| Pays \| Équipe \| Temps \| \| ------------------ \| ------------------ \| ------------------ \| ---------------------------------- \| ------------------ \| \| 1er \| Mauro Schmid \| Suisse \| Quick-Step Alpha Vinyl \| 12 h 11 min 41 s \| \| 2e \| Tim Wellens \| Belgique \| Lotto-Soudal \| + 0 s \| \| 3e \| Quinten Hermans \| Belgique \| Intermarché-Wanty-Gobert Matériaux \| + 8 s \| \| 4e \| Lorenzo Rota \| Italie \| Intermarché-Wanty-Gobert Matériaux \| + 41 s \| \| 5e \| Victor Campenaerts \| Belgique \| Lotto-Soudal \| + 1 min 05 s \| \| 6e \| Dries De Bondt \| Belgique \| Alpecin-Fenix \| + 1 min 50 s \| \| 7e \| Mads Pedersen \| Danemark \| Trek-Segafredo \| + 2 min 08 s \| \| 8e \| Yves Lampaert \| Belgique \| Quick-Step Alpha Vinyl \| + 2 min 13 s \| \| 9e \| Oscar Riesebeek \| Pays-Bas \| Alpecin-Fenix \| + 2 min 33 s \| \| 10e \| Jasper Philipsen \| Belgique \| Alpecin-Fenix \| + 2 min 36 s \| |                    |          |                                    |                  |
| |                    |          |                                    |                  |
| Source : ProCyclingStats |                    |          |                                    |                  |
| Classement général |                    |          |                                    |                  |
| Coureur | Coureur            | Pays     | Équipe                             | Temps            |
| 1er | Mauro Schmid       | Suisse   | Quick-Step Alpha Vinyl             | 12 h 11 min 41 s |
| 2e | Tim Wellens        | Belgique | Lotto-Soudal                       | + 0 s            |
| 3e | Quinten Hermans    | Belgique | Intermarché-Wanty-Gobert Matériaux | + 8 s            |
| 4e | Lorenzo Rota       | Italie   | Intermarché-Wanty-Gobert Matériaux | + 41 s           |
| 5e | Victor Campenaerts | Belgique | Lotto-Soudal                       | + 1 min 05 s     |
| 6e | Dries De Bondt     | Belgique | Alpecin-Fenix                      | + 1 min 50 s     |
| 7e | Mads Pedersen      | Danemark | Trek-Segafredo                     | + 2 min 08 s     |
| 8e | Yves Lampaert      | Belgique | Quick-Step Alpha Vinyl             | + 2 min 13 s     |
| 9e | Oscar Riesebeek    | Pays-Bas | Alpecin-Fenix                      | + 2 min 33 s     |
| 10e | Jasper Philipsen   | Belgique | Alpecin-Fenix                      | + 2 min 36 s     |

### 5eétape
| \| Classement de l'étape \| Classement de l'étape \| Classement de l'étape \| Classement de l'étape \| Classement de l'étape \| \| Coureur \| Coureur \| Pays \| Équipe \| Temps \| \| --------------------- \| --------------------- \| --------------------- \| ---------------------------------- \| --------------------- \| \| 1er \| Fabio Jakobsen \| Pays-Bas \| Quick-Step Alpha Vinyl \| 3 h 47 min 03 s \| \| 2e \| Jasper Philipsen \| Belgique \| Alpecin-Fenix \| + 0 s \| \| 3e \| Gerben Thijssen \| Belgique \| Intermarché-Wanty-Gobert Matériaux \| + 0 s \| \| 4e \| Sam Bennett \| Irlande \| Bora-Hansgrohe \| + 0 s \| \| 5e \| Max Walscheid \| Allemagne \| Cofidis \| + 0 s \| \| 6e \| Amaury Capiot \| Belgique \| Arkéa-Samsic \| + 0 s \| \| 7e \| Mads Pedersen \| Danemark \| Trek-Segafredo \| + 0 s \| \| 8e \| Alberto Dainese \| Italie \| Team DSM \| + 0 s \| \| 9e \| Sasha Weemaes \| Belgique \| Sport Vlaanderen-Baloise \| + 0 s \| \| 10e \| Tom Van Asbroeck \| Belgique \| Israel-Premier Tech \| + 0 s \| |                  |           |                                    |                 |
| |                  |           |                                    |                 |
| Source : ProCyclingStats |                  |           |                                    |                 |
| Classement de l'étape |                  |           |                                    |                 |
| Coureur | Coureur          | Pays      | Équipe                             | Temps           |
| 1er | Fabio Jakobsen   | Pays-Bas  | Quick-Step Alpha Vinyl             | 3 h 47 min 03 s |
| 2e | Jasper Philipsen | Belgique  | Alpecin-Fenix                      | + 0 s           |
| 3e | Gerben Thijssen  | Belgique  | Intermarché-Wanty-Gobert Matériaux | + 0 s           |
| 4e | Sam Bennett      | Irlande   | Bora-Hansgrohe                     | + 0 s           |
| 5e | Max Walscheid    | Allemagne | Cofidis                            | + 0 s           |
| 6e | Amaury Capiot    | Belgique  | Arkéa-Samsic                       | + 0 s           |
| 7e | Mads Pedersen    | Danemark  | Trek-Segafredo                     | + 0 s           |
| 8e | Alberto Dainese  | Italie    | Team DSM                           | + 0 s           |
| 9e | Sasha Weemaes    | Belgique  | Sport Vlaanderen-Baloise           | + 0 s           |
| 10e | Tom Van Asbroeck | Belgique  | Israel-Premier Tech                | + 0 s           |

## Classements finals

### Classement général final
| \| Classement général \| Classement général \| Classement général \| Classement général \| Classement général \| \| Coureur \| Coureur \| Pays \| Équipe \| Temps \| \| ------------------ \| ------------------ \| ------------------ \| --------------------------------------- \| ------------------ \| \| 1er \| Mauro Schmid \| Suisse \| Quick-Step Alpha Vinyl \| 15 h 58 min 40 s \| \| 2e \| Tim Wellens \| Belgique \| Lotto-Soudal \| + 0 s \| \| 3e \| Quinten Hermans \| Belgique \| Intermarché-Wanty-Gobert Matériaux \| + 12 s \| \| 4e \| Lorenzo Rota \| Italie \| Intermarché-Wanty-Gobert Matériaux \| + 45 s \| \| 5e \| Victor Campenaerts \| Belgique \| Lotto-Soudal \| + 1 min 09 s \| \| 6e \| Dries De Bondt \| Belgique \| Alpecin-Fenix \| + 1 min 54 s \| \| 7e \| Mads Pedersen \| Danemark \| Trek-Segafredo \| + 2 min 12 s \| \| 8e \| Jasper Philipsen \| Belgique \| Alpecin-Fenix \| + 2 min 34 s \| \| 9e \| Oscar Riesebeek \| Pays-Bas \| Alpecin-Fenix \| + 2 min 37 s \| \| 10e \| Aaron Gate \| Nouvelle-Zélande \| Bolton Equities Black Spoke Pro Cycling \| + 3 min 03 s \| |                    |                  |                                         |                  |
| |                    |                  |                                         |                  |
| Source : ProCyclingStats |                    |                  |                                         |                  |
| Classement général |                    |                  |                                         |                  |
| Coureur | Coureur            | Pays             | Équipe                                  | Temps            |
| 1er | Mauro Schmid       | Suisse           | Quick-Step Alpha Vinyl                  | 15 h 58 min 40 s |
| 2e | Tim Wellens        | Belgique         | Lotto-Soudal                            | + 0 s            |
| 3e | Quinten Hermans    | Belgique         | Intermarché-Wanty-Gobert Matériaux      | + 12 s           |
| 4e | Lorenzo Rota       | Italie           | Intermarché-Wanty-Gobert Matériaux      | + 45 s           |
| 5e | Victor Campenaerts | Belgique         | Lotto-Soudal                            | + 1 min 09 s     |
| 6e | Dries De Bondt     | Belgique         | Alpecin-Fenix                           | + 1 min 54 s     |
| 7e | Mads Pedersen      | Danemark         | Trek-Segafredo                          | + 2 min 12 s     |
| 8e | Jasper Philipsen   | Belgique         | Alpecin-Fenix                           | + 2 min 34 s     |
| 9e | Oscar Riesebeek    | Pays-Bas         | Alpecin-Fenix                           | + 2 min 37 s     |
| 10e | Aaron Gate         | Nouvelle-Zélande | Bolton Equities Black Spoke Pro Cycling | + 3 min 03 s     |

### Classements annexes

#### Classement par équipes
| Classement par équipes | Classement par équipes             | Classement par équipes | Classement par équipes |
| Équipe                 | Équipe                             | Pays                   | Temps                  |
| ---------------------- | ---------------------------------- | ---------------------- | ---------------------- |
| 1re                    | Intermarché-Wanty-Gobert Matériaux | Belgique               | 48 h 00 min 54 s       |
| 2e                     | Quick-Step Alpha Vinyl             | Belgique               | + 1 min 59 s           |
| 3e                     | Alpecin-Fenix                      | Belgique               | + 2 min 33 s           |
| 4e                     | Lotto-Soudal                       | Belgique               | + 7 min 06 s           |
| 5e                     | Israel-Premier Tech                | Israël                 | + 12 min 30 s          |

## Évolution des classements
| Étape              | Vainqueur          | Classement général | Classement par points | Classement du meilleur jeune |
| ------------------ | ------------------ | ------------------ | --------------------- | ---------------------------- |
| 1                  | Mads Pedersen      | Mads Pedersen      | Mads Pedersen         | Thibau Nys                   |
| 2                  | Jasper Philipsen   | Mads Pedersen      | Mads Pedersen         | Thibau Nys                   |
| 3                  | Yves Lampaert      | Mads Pedersen      | Mads Pedersen         | Kévin Vauquelin              |
| 4                  | Quinten Hermans    | Mauro Schmid       | Mads Pedersen         | Kévin Vauquelin              |
| 5                  | Fabio Jakobsen     | Mauro Schmid       | Mads Pedersen         | Kévin Vauquelin              |
| Classements finals | Classements finals | Mauro Schmid       | Mads Pedersen         | Kévin Vauquelin              |